# Cetățeni
Cetăţeni é uma comuna romena localizada no distrito de Argeş, na região de Muntênia. A comuna possui uma área de 34.00 km² e sua população era de 3115 habitantes segundo o censo de 2007.